# Równie (polana)
Równie – polana w Pieninach Czorsztyńskich nad Jeziorem Sromowskim.
Równie znajdują się u południowych podnóży Upszaru, na prawym zboczu doliny potoku Głębokie. Na mapie Geoportalu Równie mają status pola uprawnego, ale w 2024 r. jest to łąka. Równie są też polaną, gdyż z wszystkich stron otoczona są lasem. Znajdują się w Pienińskim Parku Narodowym, w granicach wsi Sromowce Wyżne w województwie małopolskim, w powiecie nowotarskim, w gminie Czorsztyn.
Polana położona jest na wysokości około 510–530 m. Dzięki specyficznym warunkom glebowym, klimatycznym i geograficznym łąki i polany Pienińskiego Parku Narodowego są siedliskiem bardzo bogatym gatunkowo.